# George Bush Center for Intelligence

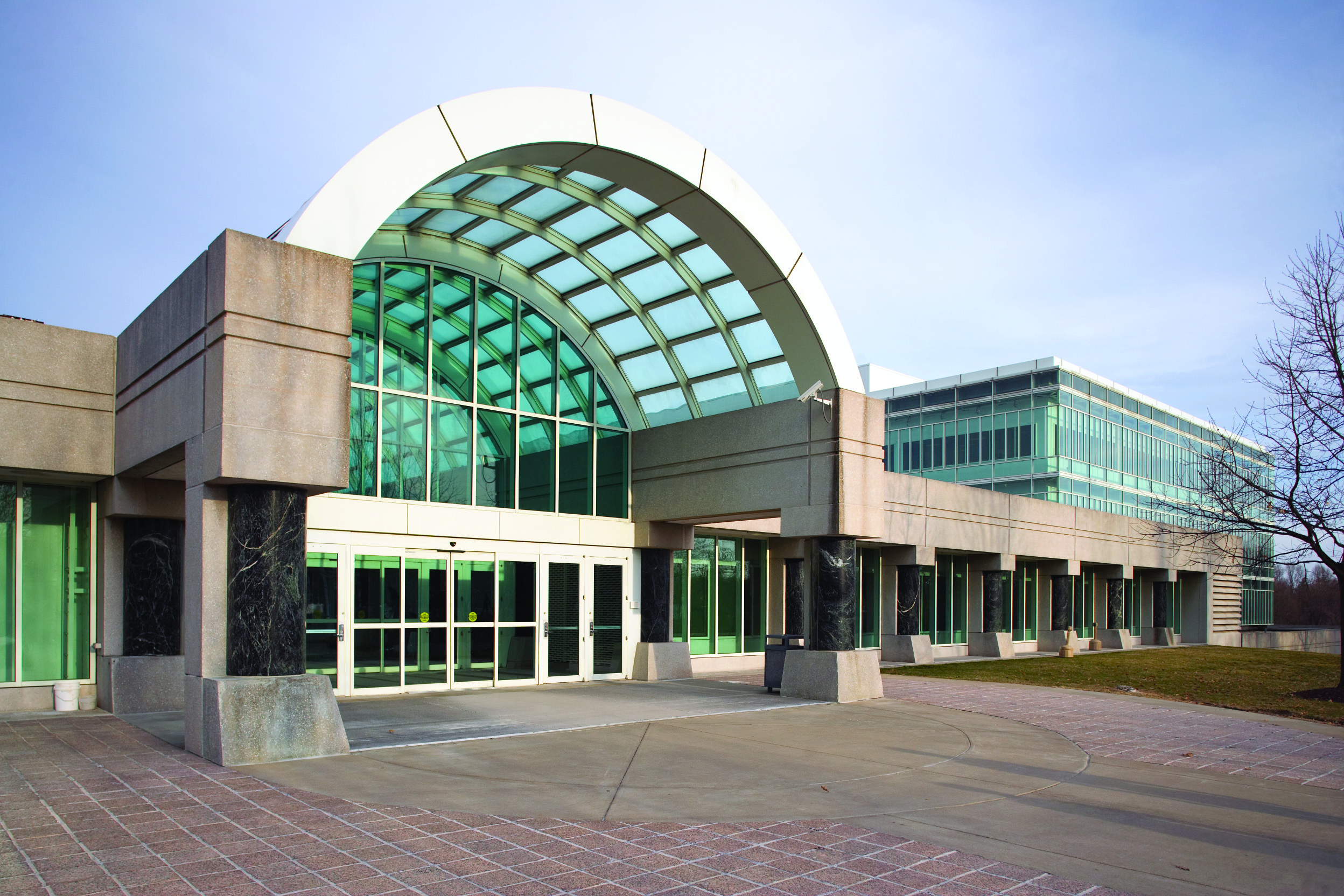
Das New Headquarters Building (NHB) auf dem Gelände des George Bush Center for Intelligence

Das George Bush Center for Intelligence (deutsch George Bush Nachrichtendienstzentrum) ist das Hauptquartier der Central Intelligence Agency, des
Auslandsnachrichtendienstes der Vereinigten Staaten, das im gemeindefreien Gebiet von Langley im Fairfax County im US-Bundesstaat Virginia steht. Benannt ist es nach dem ehemaligen US-Präsidenten und CIA-Direktor George H. W. Bush.
Es gliedert sich ins Original Headquarters Building (OHB), das auf die 1960er-Jahre zurückgeht, und das New Headquarters Building (NHB), das in den 1980er-Jahren erbaut wurde, und ist insgesamt 1,04 km² groß. Zusätzlich verfügt es über ein Auditorium, das von CIA-Mitarbeitern nur „The Bubble“ genannt wird. Ebenfalls auf dem Gelände des George Bush Center for Intelligence steht die Skulptur Kryptos, von deren vier Nachrichten bis heute lediglich drei entziffert worden sind.